# Our Airline
Our Airline er Naurus største flyselskab. Det opererer på en rute fra Brisbane i Australien over Honiara på Solomonøerne til Nauru og videre til Tarawa på Kiribati. Our Airline har base i Nauru International Airport.
Selskabet blev grundlagt 14. februar 1970 og havde op gennem 1970'erne og 1980'erne en lang række ruter og fly, der dog ofte fløj med meget lave passagertal. Afgangene blev opretholdt som følge af Naurus regerings subsidier på basis af overskud fra fosfatudvinding. Da fosfatrigdommene svandt hen i begyndelsen af 1990'erne, betød det nedgang i tilskuddene fra regeringen, og Our Airline måtte skære voldsomt ned i flyantallet og afgangene.
Nu om stunder har selskabet to Boeing 737-300-fly og har afgang hver vej én gang ugentlig. Fra Tarawa er der via samarbejde med Air Kiribati forbindelse til Nadi på Fiji.